# Corythalia xanthopa
Corythalia xanthopa is een spinnensoort in de taxonomische indeling van de springspinnen (Salticidae).
Het dier behoort tot het geslacht Corythalia. De wetenschappelijke naam van de soort werd voor het eerst geldig gepubliceerd in 1948 door Crane.